# Five Nights at Freddy's World
Five Nights at Freddy's World ou FNaF World é um jogo eletrônico independente de RPG eletrônico desenvolvido e publicado por Scott Cawthon. É uma história derivada oficial da popular série Five Nights at Freddy's. Apesar de originalmente previsto para ser lançado em 2 de fevereiro de 2016, o jogo foi lançado incompleto em 21 de janeiro de 2016. Devido à grande quantidade de críticas, o jogo foi removido por Scott da Steam quatro dias após seu lançamento. Por isso, o jogo foi relançado gratuitamente no site Game Jolt, com parte de seu conteúdo corrigido, incluindo seus gráficos, que foram remodelados.

## Sinopse
Apresentando os personagens da série de Five Nights at Freddy's, este RPG digital permite que o jogador controle 48 personagens (contando com os do update 2) em uma jornada com eventos distintos e trilhas sonoras por Leon Riskin.

## Jogabilidade
Adventure e Fixed Party são os modos disponíveis de jogo, Normal e Hard Mode são as dificuldades acessíveis.
No Adventure, o jogador começa o jogo escolhendo dois grupos de quatro personagens: "Freddy", "Bonnie", "Chica" e "Foxy"; e "Toy Freddy", "Toy Chica", "Toy Bonnie" e "Mangle"; que podem ser substituídos em combate. O jogador desbloqueia mais personagens conforme avança pelo cenário do jogo e evolui de nível.
No modo Fixed Party, todos os personagens são selecionáveis (exceto os do Update 2),mas é um pouco mais difícil.

### Ataques
O jogo tem múltiplos ataques pros personagens usarem que serão ditos abaixo:
Mic Toss: Matando-os suavemente!
Pizza Wheel: Múltiplos ataques pra múltiplos inimigos.
Birthday: Aumenta defesa, ataque e velocidade por um tempo.
Bite: Baixo dano de mordida.
Bash Jam: Dano baixo, todos os inimigos.
Happy Jam: Cura todos os membros do grupo.
Cupcake: Cura todos os membros do grupo.
Party Favors: Dano baixo, mais cura.
Regen Song: Reenche vida durante batalha.
Hook: Baixo dano de gancho.
Jumpscare: Atordoa inimigos por alguns segundos.
Hot Cheese: Efeito de dano enquanto-dura.
Munchies: Efeito de dano enquanto-dura.
Prize Ball: Ataque fraco aleatório.
Waterhose: Mata inimigos abaixo de 30% de vida.
Speed Song: Aumenta velocidade do grupo.
Poppers: Explosivos em números altos.
Balloons: Três acertos de dano aleatório.
Unscrew: 30% de chance pra matar um inimigo.
Gloom Song: Abaixa poder do ataque inimigo.
Sludge: Desacelera os inimigos.
Rainy Day: Abaixa defesas inimigas.
Toxic Bite: Dano de mordida, mais veneno.
Toxic Balloon: Inflige inimigo com veneno.
Gloom Balloon: Abaixa poder do ataque inimigo.
Mystery Box: Troca seus personagens pra personagens aleatórios.
Pizza Wheel 2: Maior a pizza, melhor o dano.
Eye beam: Dano médio, chance de acerto crítico!
Unscrew 2: 50% de chance pra matar um inimigo.
Prize Ball 2: Ataque forte aleatório.
Esc Key: Chance de matar múltiplos inimigos.
Hot Cheese 2: Mais quente o queijo, mais dano.
Mystery Box 2: Troca seus personagens pra personagens aleatórios.
Haunting: Chance de transformar um inimigo em pedra.
Rainy Day 2: Abaixa defesas inimigas, mais dano de choque.
Mimic Ball: Imita cada ataque que você faz.
Bite 2: Alto dano de mordida.
Freddles: Tempestade de Freddles causam dano alto.
Bad Pizza: Dano alto pra todos os inimigos.
Power Song: Aumenta poder de ataque.
Armor Song: Aumenta poder de defesa.
Endo Army: Três endos te ajudarão a lutar!
Neon Wall: Campo de forca bloqueia 50% de dano.
Waterhose 2: Mata inimigos abaixo de 5% de vida.
Springlocks: Máximo dano em área.
Gift Boxes: Auto-ressuscita membros do grupo.
Happy Jam 2: Alta cura pra todos os membros.
Cosmic Song: Chama uma tempestade de cometas.
Toxic Bite 2: Alto dano de mordida, mais veneno.
Mega Bite: Máximo dano de mordida.
Jack-O-Bomb: Máximo dano em área.
Slasher: 1 a 10 chance de 1 de dano.
Buzzsaw: Dano alto, todos os inimigos.
Mega Virus: Vírus drena vida inimiga.
4th Wall: Alto dano, ignora defesa.
Hocus Pocus: Chance de transformar inimigos.
Bubble Breath: Te protege do ar tóxico.
Balloons 2: Mais balões! Mais!
Neon Wall 2: Invencível por 5 segundos.

## Atualizações
| Atualizações | Atualizações | Atualizações | Atualizações                                |
| 1.023 | 1.023 | 1.023 | 1.023                                       |
| --- | --- | --- | ------------------------------------------- |
| Uso da tecla Tab para ver o mapa completo do jogo e a posição do jogador. | Descrições para os Bytes, para os Chips e para os ataques foram adicionadas. | |                                             |
| 1.10 (Update 1) | | |                                             |
| Melhora dos gráficos dos cenários. | Adição dos detalhes de ataques e pontos de experiência dos personagens no menu de seleção de personagens. | Adição de easter egg na Fazbear Hills.                                                                                          | Adição de Desk Man numa casa.               |
| Adição de placa BRB. | Grande maioria de personagens de Overworld receberam animação. | |                                             |
| 1.20 (Update 2 13/05/16) | | |                                             |
| Adição de personagens, Jack-O-Bonnie, Jack-O-Chica, Nightmare BB, Nightmarionne, Purple Guy, Animdude (There is no Pause Button!), Mr. Chipper (Chipper n Sons Lumber Co.) e Coffee (The Desolate Hope). | Adição de variantes de minigames que quando completados o jogador ganhará personagens novos. Para jogá-los o jogador deve conversar com Desk Man que recebeu novos diálogos neste update ou passar pelo caminho secreto das árvores de Purple Guy. | Adição de ataques, Mega Virus, 4th Wall, Hocus Pocus, Buzzsaw, Bubble Breath, Balloons 2, Neon Wall 2, Slasher and Jack-O-Bomb. | Adição de Arco-Íris sorridente como chefão. |
| Adição de locomoção pelas diagonais | Adição de nova categoria de ataques em laranja claro somente para personagens da atualização. | |                                             |

## Personagens
| Personagens principais                   | Personagens principais            | Personagens principais                              | Personagens principais   | Personagens principais   |
| Five Nights at Freddy's                  | Five Nights at Freddy's           | Five Nights at Freddy's                             | Five Nights at Freddy's  | Five Nights at Freddy's  |
| ---------------------------------------- | --------------------------------- | --------------------------------------------------- | ------------------------ | ------------------------ |
| Freddy                                   | Bonnie                            | Chica                                               | Foxy                     |                          |
| Golden Freddy                            | Endo 01                           |                                                     |                          |                          |
| Five Nights at Freddy's 2                |                                   |                                                     |                          |                          |
| Toy Freddy                               | Toy Bonnie                        | Toy Chica                                           | Mangle                   | Balloon Boy              |
| JJ                                       | Marionette                        | Withered Freddy                                     |                          |                          |
| Withered Bonnie                          | Withered Chica                    | Withered Foxy                                       | Endo 02                  | Shadow Freddy            |
| RXQ (Shadow Bonnie)                      | Paperpals                         |                                                     |                          |                          |
| Five Nights at Freddy's 3                |                                   |                                                     |                          |                          |
| Springtrap                               | Phantom Freddy                    | Phantom Chica                                       | Phantom Foxy             | Phantom Mangle           |
| Phantom BB                               | Phantom Marionette                | Purple Guy                                          | Spring Bonnie            |                          |
| Five Nights at Freddy's 4                |                                   |                                                     |                          |                          |
| Nightmare Freddy                         | Nightmare Bonnie                  | Nightmare Chica                                     | Nightmare Foxy           | Nightmare Fredbear       |
| Nightmare                                | Plushtrap                         | Endoplush                                           | Jack-O-Bonnie            | Jack-O-Chica             |
| Nightmare BB                             | Nightmarionne                     | Fredbear                                            | Crying Child             |                          |
| Five Nights at Freddy's: Sister Location |                                   |                                                     |                          |                          |
| Funtime Foxy                             |                                   |                                                     |                          |                          |
| Crossovers                               |                                   |                                                     |                          |                          |
| Mr. Chipper                              | Coffee                            | Animdude                                            |                          |                          |
| NPCs                                     |                                   |                                                     |                          |                          |
| Virtua-Freddy                            | Dee Dee                           | Lolbit                                              | Mendo                    | 8-bit Fredbear           |
| Old Man Consequences                     | Desk Man                          | Circus Baby                                         |                          |                          |
| Inimigos                                 |                                   |                                                     |                          |                          |
| Alga-Marinha                             | Gatinho (The Kitty in the Crowd!) | Mechrab-Helicóptero                                 | Gearrat Paraquedista     | Chop n' Roll com Jetpack |
| Rot Azul                                 | Bubbles                           | Robot Simon Swipe (Desolate Hope e Jesus Kids Club) | Withered Freddy (Terror) | OVNI                     |
| Gigantic Metalman                        | Butterfly                         | Eyes                                                | Camera (Desolate Hope)   |                          |
| Laser                                    | Robo de Corda (Desolate Hope)     |                                                     |                          |                          |
| Regulares                                |                                   |                                                     |                          |                          |
| Ballboy                                  | Beartrap                          | Blacktrap                                           | Bouncepot                | Boxbyte                  |
| Chillax                                  | Chop 'N Roll                      | Colossal                                            | Crabapple                | Dogfight                 |
| Flan                                     | Gearrat                           | Goldmine                                            | Graveweed                | Jangle                   |
| Mechrab                                  | Meringue                          | Metalman                                            | Neon                     | P. Goon                  |
| Prototype                                | Quarry                            | Redbear                                             | Rot                      | Seaweed                  |
| Tangle                                   | Tombstack                         | Totemole                                            | White Rabbit             |                          |
| Personagens com erros                    |                                   |                                                     |                          |                          |
| >>>>>>                                   | _!2222                            | %_^^&(                                              |                          |                          |
| Inimigos Principais                      |                                   |                                                     |                          |                          |
| Auto Chipper                             | Bouncer                           | Browboy                                             | Bubba                    | Chica's Magic Rainbow    |
| Chipper's Revenge                        | Eyesore                           | Gold Endo                                           | Mad Endo                 | Overclock                |
| Porkpatch                                | PurpleGeist (Cilada)              | Scott Cawthon                                       | Scott's Head             | Seagoon                  |
| Security                                 | Snowcone                          | Souldozer (The Pilgrims Progress: The Video Game)   | Supergoon                |                          |

## Elenco de Atores-dubladores
| Atores principais                      | Atores principais                          | Atores principais                                                                   | Atores principais            | Atores principais |
| -------------------------------------- | ------------------------------------------ | ----------------------------------------------------------------------------------- | ---------------------------- | ----------------- |
| Adventure Foxy: Jesse Adam             | Adventure Fredbear: Christopher McCullough | Adventure JayJay; Adventure Nightmare Chica; Adventure Toy Chica: Amber Lee Connors | Circus Baby: Heather Masters |                   |
| Chica's Magic Rainbow: Debi Derryberry | Souldozer: PJ Heywood                      | Withered Foxy: Marc Martel                                                          |                              |                   |

## Minigames
| Deedee's Fishing Hole' | Foxy Fighters             | Foxy.exe |
| Chica's Magic Rainbow  | Fnaf 57: Freddy in Space! |          |

## Recepção
No Steam 87% das avaliações de FNaF World foram negativas, porque possivelmente o downgrade gráfico ou a mecânica do combate desagradou o público, apesar de avaliações suspeitas.
No Game Jolt, FNaF World recebeu 5 estrelas e dispõe 409 downloads e 250 análises de usuários.